# اوینگ (ویرجینیا)
اوینگ (به انگلیسی: Ewing) یک منطقهٔ مسکونی در ایالات متحده آمریکا است که در شهرستان لی، ویرجینیا واقع شده‌است. اوینگ ۱۰٫۰ کیلومتر مربع مساحت و ۴۳۹ نفر جمعیت دارد و ۴۲۹ متر بالاتر از سطح دریا واقع شده‌است.